# سبة (قرية)
بلدة سبة ناحية إدارية وقرية سورية في منطقة صافيتا التابعة لمحافظة طرطوس. تقع على خط الطول 36 شرقًا وخط عرض 34 شمالًا.

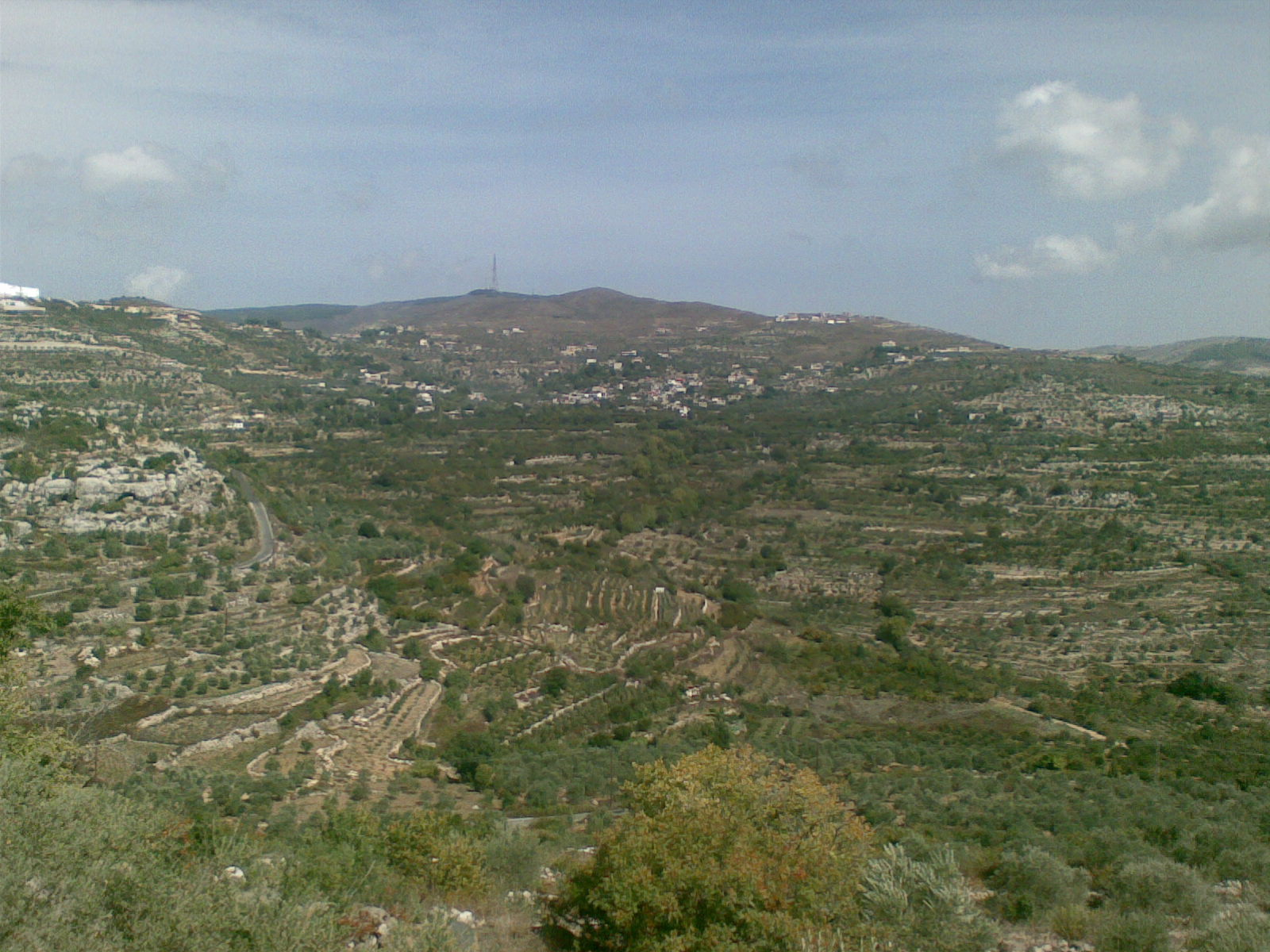
منظر عام لقرية سبة

## تسمية القرية (البلدة)
يعود أصل تسمية القرية إلى الحضارات القديمة التي مرت بالمنطقة، فقد سميت عند القدماء بقرية صبة، وكما يقال لكثرة المياه فيها وبالتالي كثرة الخيرات وحسب التسمية القديمة صبة مع الزمن تحولت هذه التسمية إلى { سبة } وهناك روايات تقول أن أصل كلمة صبة هو سرياني.

## الموقع والحدود
تقع قرية سبة في منطقة جبلية، محاطة بالجبال من جميع الجهات، ومؤلفة من أربع حارات متجاورة، وموقعها بالتحديد إلى الشمال الشرقي من مدينة صافيتا ،والتي هي مركز المنطقة، وتبعد عنها حوالي 17 كيلومترًا، التي تقع إلى الجنوب الغربي من مدينة طرطوس، والتي هي مركز المحافظة. إذا فهي تبعد عن مركز المحافظة 44 كيلومترًا. وهي قرية صغيرة، يحدها من الشمال الشرقي قرية عين بشريتي، ومن الشمال الغربي قرية كفر جوايا، ومن الغرب قرية عين التينة، ومن الجنوب قرية جنين الصحية، ومن الشرق الأراضي الزراعية لقرية عين بشريتي.

## لمحة تاريخية
يعود عمر قرية سبة الحالية إلى حوالي 140 سنة، عانى خلالها أجدادنا من ظلم الطبقة الإقطاعية التي كانت مسيطرة بشكل تام على الأرض والفلاح واستمرت هذه السيطرة حتى قيام ثورة الثامن من آذار، بتاريخ 8 آذار 1963 حيث أعطيت الأرض لمن يعمل بها، وتم التخلص من الطبقة الإقطاعية التي كانت في عصر الإقطاع بشكل تام، ومنذ ذلك الوقت تطورت القرية، وازداد عدد السكان، وما زالت بعض البيوت القديمة شاهدة على معاناة هذه القرية وظلم الإقطاعي في زمان مضى.

## مساحة القرية
تبلغ مساحة قرية سبة 5.168 دونم، وهذه المساحة تشمل الأراضي الزراعية والأراضي السكنية. وتتوزع المساحات كما يلي:
- أراضي مروية بمساحة (992) دونم
- أراضي بعل بمساحة (3306) دونم
- أبنية ومرافق بمساحة (620) دونم
- أراضي حراجية بمساحة (260) دونم
- بحيرات، ومستنقعات بمساحة (10) دونم.

## الطبيعة والتضاريس
قرية سبة هي قرية جبلية متموضعة بين ثلاث جبال ترتفع عن سطح البحر حوالي 673 مترًا.
لا تحوي القرية أية سهول أو أراضي منبسطة، وتحوي عددًا من الجبال ولكن الإنسان استفاد منها بتحويلها إلى مدرجات، للاستفادة منها في الزراعة، تتنوع التربة من تربة خصبة حمراء تحتوي على بعض العناصر الغذائية اللازمة لنمو النباتات، إلى تربة بيضاء كلسية قليلة الخصوبة، كما تحوي تربة بركانية. وقد منحت هذه الترب القرية الكثير من الخيرات وهي صالحة لجميع أنواع الزراعة.
كما تتنوع الصخور في القرية لتشمل الصخور الكلسية، والصخور البازلتية، وصخور متحولة. كما تحوي قريتي على عدد من الينابيع السطحية المستفاد منها في الشرب والري، كما قام بعض السكان بحفر العديد من الآبار الارتوازية، للاستفادة منها في الري وزيادة المواسم الزراعية. تتمتع القرية بمناخ متوسطي معتدل، حيث تتمتع بأربع فصول متميزة هي الصيف. والشتاء البارد الماطر، والخريف والربيع المعتدلين. يبلغ معدل الأمطار السنوية حوالي 650 مم.

## الوضع السكاني
يبلغ عدد سكان القرية 2.820 نسمة. (حتى نهاية العام (2008)) يسكنون في بيوت متجاورة تقع معظمها في أسفل الجبل الذي تتموضع عليه القرية، وهذه البيوت حديثة مصنوعة من الاسمنت ويبلغ عدد هذه البيوت 286 بيتًا.
يعمل القسم الكبير من سكان القرية في الزراعة، حيث تعرف القرية بين القرى المجاورة بأنها قرية نشيطة، حيث يقوم السكان بالعمل في الأرض في الصيف والشتاء، والقرية من القرى المشهورة بزراعة التفاح والزيتون حيث أن تفاح قرية سبة معروف ومميز لدى جميع سكان منطقة صافيتا. كما يعمل قسم آخر من السكان في الخدمات أي الوظائف الحكومية، كما يقوم قسم كبير من الشباب بالتطوع للخدمة في الجيش، ويعمل قسم من السكان في الأعمال التجارية الحرة.
يسكن أهالي القرية في بيوت حديثة من الفخم ومنها العادي مبنية ضمن منطقة منظمة ومزودة بكافة الخدمات الأساسية، حيث يتألف البيت القروي العادي بشكل عام من غرفة استقبال، وغرفتين لأهل البيت، كما توجد غرفة إضافية للضيوف، وتكون مساحة البيت بشكل وسطي حوالي 120 متر مربع هذا غير الفلل والمساكن الكبيرة.
والان نحن بتاريخ:18/2/2012 الساعة : 9:30 صباحا وقرية سبة ومشتى الحلو ترتديان الثوب الأبيض والثلوج تغطيهما كاملة
ومن يريد رؤية لون السلام(اللون الأبيض) يغطي الجبل والوادي والاشجار والبيوت والسيارات يأتي إلى هذه المنطقة الجميلة
لينعم بجمال الطبيعة التي انعمها الله سبحانه وتعالى علينا

## الوضع الاجتماعي
تتميز القرية بالمحافظة على العادات والتقاليد الموروثة منذ القدم في القرية والمنطقة بشكل عام، ونلاحظ ترابط اجتماعي بين أهالي القرية كأنهم عائلة واحدة، من تبادل الزيارات في حالات المرض وفي حالات الفرح. فعندما يتوفى شخص ما، يلتف أهالي القرية بأكملهم حول أسرة الفقيد، ويقومون بالتعاون لدفنه والقيام بواجب المواساة.
أما في الأفراح، وخاصة في الزواج يقوم أهل العريس بدعوة أغلب أهالي القرية للمشاركة في مراسم الزواج التي تقام في صالة الأفراح ويقدم فيها العشاء والمشروب في حفل فني يحييه أحد الفنانيين الشعبيين ليشيع أجواءً من الفرح والدبكات الشعبية ويشارك الجميع في اجواء الفرح.
هاجر عدد من سكان القرية الهجرة الداخلية إلى داخل القطر، وكثيرون إلى مدينتي صافيتا وطرطوس وعدد منهم قد هاجر إلى دول الاغتراب وبخاصة دول أميركا اللاتينية.، وكذلك اسفر إلى دول الخليج وقد أدت هذه الهجرات إلى تطور في القرية فقد عاد المهاجرون ليساهموا في عمران القرية، حيث قاموا ببناء البيوت الفاخرة، وساهموا في التقدم الاقتصادي للقرية ببناء بعض المشاريع الحيوية التجارية والصناعية.

## الوضع الصحي
إن قرية سبة هي القرية الأكثر تقدمًا بين القرى المجاورة من الناحية الصحية، حيث يتم الآن بناء مستشفى متوسط المساحة ومتقدم التقنية، يكفي لخدمة أهالي القرية والقرى المجاورة. كما يوجد في القرية مركز صحي يحوي على عدد من أطباء من اختصاصات مختلفة، كما يوجد عدد من الممرضات. يقدم المركز الصحي الخدمات الصحية المتوسطة المجانية لأهالي القرية، كما يحوي على قسم خاص لطب الأسنان، للعناية بالأسنان مجانًا، كما يقومون بعمليات الطب الوقائي، وبخاصة تطعيم الأطفال وفق النظام الصحي المتبع وطنيًا.

## الوضع الخدمي
تعتبر قرية سبة من القرى المتطورة نسبيًا، حيث أنه يوجد مركز ناحية ومخفر للشرطة، للسهر على حماية الأهلي ولصون الحق العام، كما يوجد مركز بلدة للاهتمام بشؤون القرية التنظيمية، وتحوي على مركز للسجل المدني، كما تحوي القرية على وحدة إرشادية زراعية تقوم بإرشاد المواطنين في العمليات الزراعية المختلفة، كما تقدم وسائل مجانية لمكافحة القوارض الضارة للمزروعات.
وتحوي القرية أيضًا، مركز بريد، عبر شبكة البريد السوري، كما يوجد في القرية مؤسسة استهلاكية، لخدمة المواطنين وتقدمة كافة الاحتياجات الأساسية بأرخص الأسعار.

### مياه الشرب
في القديم، كان أهالي القرية يعتمدون على مياه الينابيع في الشرب والأعمال المنزلية كافة، وبعد الثورة امتدت شبكة المياه لتصل إلى جميع المنازل في القرية وبشكل منتظم ودائم ليستفاد منها في الشرب والغسيل، كما تم حفر بئر ارتوازي للاستفادة منه في مياه الشرب.

### المواصلات
تم البدء بتطوير شبكة الطرق منذ ثورة الثامن من آذار، وقد ازداد التطور كثيرًا بعد الحركة التصحيحية المجيدة، حيث تم توسيع شبكة الطرق ومدها لتصل القرية مع مركز المدينة والقرى المجاورة، كما امتدت هذه الشبكة داخل القرية لتصل إلى جميع البيوت، كما تم شق طرق زراعية تصل إلى جميع الأراضي الزراعية، يبلغ طول الطريق الذي يصل القرية مع مركز المدينة حوالي 17 كم، بينما يبلغ طول شبكة الطرق الداخلية حوالي 62 كم، معظم هذه الطرق معبدة بشكل جيد، باستثناء الطرق الزراعية.

### الكهرباء
بعد الحركة التصحيحية تم وصل القرية مع الشبكة الكهربائية التي امتدت إلى جميع المنازل في القرية، كما أنيرت الطرق الرئيسية في القرية بين المنازل، وقد تم الاستفادة من الكهرباء في جميع النواحي، كما تم حديثًا إحداث مركز كهرباء لخدمة المواطنين وحل المشاكل المتعلقة بالشبكة الكهربائية.

### الصرف الصحي
يوجد في القرية نظام صرف صحي حديث لسحب مياه الصرف الصحي من جميع المنازل والحانات إلى مجمع بعيد عن القرية، وحديثًا تم البدء بمشروع لسحب مياه الصرف الصحي إلى محطة معالجة لمعالجتها واستخدامها من جديد في عمليات الري.

### شبكة الهاتف
تم وصل القرية مع شبكة الهاتف منذ فترة قديمة، حيث كانت القرية تابعة لمركز هاتف مشتى الحلو ولكن في عام 2005 تم افتتاح مركز هاتف مستقل لخدمة أهالي القرية والقرى المجاورة، حيث يكاد لا يخلو بيت من الهاتف الثابت. ومع التطور وانتشار الهاتف المحمول انتشر في القرية أيضًا بشكل واسع جدًا، ونظرًا لهذا الانتشار الواسع للهاتف المحمول ولقرب القرية من مناطق سياحية عدة، قامت شركتي الهاتف المحمول بإقامة أبراج للتغطية.

## الوضع التعليمي
فاق الاهتمام بالوضع التعليمي من قبل الأهالي الاهتمام بالنواحي الأخرى، ففي القديم، عندما لم تكن توجد مدرسة في القرية، كان أهلي القرية يذهبون إلى القرى المجاورة مشيًا على الأقدام طلبًا للعلم. ولذلك فقد لاقت الناحية التعليمية اهتمامًا متميزًا من قبل المسئولين في القرية حيث طالبوا بافتتاح مدرسة منذ القديم، وكان لهم ذلك في عهد ثورة الثامن من آذار.
لذلك يوجد في القرية روضة للأطفال، كما يوجد ثلاث مدارس في القرية هي: مدرسة سبة الرسمية للتعليم الأساسي (الحلقة الأولى والثانية) وثانوية سبة الرسمية، وثانوية سبة للفنون النسوية.

## الوضع الاقتصادي
إن قرية سبة ذات اقتصاد جيد، حيث أنها تعتد على الذات في الحاجات الأساسية، وبخاصة الغذاء، ويقوم الأهالي بالاستفادة من الفائض، ببيعه في سوق المدن القريبة، يقوم الاقتصاد في القرية على إنتاجين أساسيين هما: الإنتاج الزراعي، والحيواني، وبعض الأعمال التجارية., ومن أهم النشاطات الاقتصادية مزارع السلق المنتشرة في ربوعها.
تم حديثا افتتاح مغارة أثرية في قرية سبة وهي سياحية بامتياز لأنها تشبه أو أجمل من مغارة جعيتا في لبنان أو مغارة الضوايات الواقعة بالقرب من قرية سبة في مشتى الحلو ولكن تنقصها بعض الخدمات مثل الكهرباء ومعدات السلامة ونتمنى من وزارة السياحة الإسراع في تأمينها والاهتمام أكثر.
بالإضافة أن قرية سبة تقع بالقرب من ناحية مشتى الحلو وهما منطقتنان سياحيتان لجمالهما الجغرافي وسكانهما المتحضرين
وكانت قرية سبة وما تزال تابعة(في بعض الامور)لناحية مشتى الحلو، وان سكان قرية سبة وبالنسبة لوضعهم الاقتصادي فانهم يملكون منازل ومحلات في المشتى وهذا بسبب حبهم للسياحة والتطور.
والان يبلغ عدد سكان الضيعة أكثر مما هو مذكور في الصفحة السابقة
و ندعو الجميع للزيارة والتمتع بمياه وخضرة وجلسة قرية سبة